# Селенит меди(II)
Селенит меди(II) — неорганическое соединение,
соль меди и селенистой кислоты с формулой CuSeO3,

не растворяется в воде,
образует кристаллогидраты — голубые кристаллы.

## Получение
- В природе встречается минерал халькоменит — CuSeO3•2H2O с примесями[1].
- Реакция растворов сульфата меди(II) и селенита калия в автоклаве:

{\displaystyle {\mathsf {CuSO_{4}+K_{2}SeO_{3}+2H_{2}O\ {\xrightarrow {125^{o}C}}\ CuSeO_{3}\cdot 2H_{2}O\downarrow +K_{2}SO_{4}}}}

## Физические свойства
Селенит меди(II) образует кристаллы.
Не растворяется в воде.
Образует кристаллогидраты состава CuSeO3•2H2O — голубые кристаллы
ромбической сингонии,
пространственная группа P 212121,
параметры ячейки a = 0,736 нм, b = 0,910 нм, c = 0,665 нм, Z = 4.